# Joel Dorn
Joel Dorn (ur. 7 kwietnia 1942 w Yeadon w stanie Pensylwania, zm. 17 grudnia 2007 w Nowym Jorku) – amerykański flecista jazzowy i popowy, oraz producent muzyczny.

## Życiorys
Karierę rozpoczął w latach 60. XX w. jako prezenter w jazzowej rozgłośni w Filadelfii. Od 1967 pracował w wytwórni Atlantic i w ramach obowiązków opiekował się wieloma muzykami, m.in.  Mosem Allisonem, Lesem McCannem, Eddiem Harrisem, Rahsaanem Rolandem Kirkem oraz Herbiem Mannem. Wykreował Bette Midler i Robertę Flack, był producentem ich debiutanckich albumów. Wraz z Robertą Flack był laureatem nagrody Grammy za albumy The First Time Ever I Saw Your Face z 1972 i Killing Me Softly With His Song z 1973. W 1974 zakończył współpracę z Atlanticem. W kolejnych latach współpracował z kilkoma innymi wytwórniami, a także otworzył własne. Był współwłaścicielem firm: 32 Records, Label M i Hyena Records.
Zmarł na zawał serca. Miał 65 lat.

### Rodzina
Jego syn, Adam, jest muzykim – gitarzystą basowym. perkusjonistą i DJ-em. Nosi pseudonim artystyczny: „Mocean Worker”.